# Лепрекон 3: Пригоди у Лас-Вегасі
«Лепрекон 3: Пригоди у Лас-Вегасі» (англ. Leprechaun 3) — американський комедійний фільм жахів 1995 року режисера Брайана Тренчарда-Сміта, продовження фільму 1994 року «Лепрекон 2: Повернення додому» і третій в серіалі про злісного Лепрекона. Фільм вийшов відразу на відео.

## Сюжет
Сильно побитий чоловік без руки, одного ока і до того ж кульгавий, приносить в ломбард статую Лепрекона з медальйоном на шиї з метою закласти це майно й отримати грошей. Також чоловік повідомляє про те, що медальйон зі статуї в жодному разі знімати не можна. Однак власник ломбарду чоловіка не послухав і незабаром для того, щоб розглянути медальйон краще, зняв його. Внаслідок цього Лепрекон ожив.
У цей час через Лас-Вегас до Лос-Анджелеса їде на автомобілі хлопець на ім'я Скотт. При собі він має чек на 23 тисячі доларів, який дали йому батьки для оплати навчання й проживання. Однак заворожений вогнями Лас-Вегаса Скотт випадково стикається з дівчиною-красунею Таммі, яка показує в одному з розважальних казино простенькі фокуси. Не стримавши цікавості, Скотт потрапляє до казино і, забувши про своє навчання, спускає всі гроші в азартних іграх.
Залишився без цента в кишені Скотт прямує до ломбарду аби закласти подарований йому дідусем годинник. У ломбарді Скотт виявляє труп власника, а на моніторі комп'ютера читає інформацію про Лепреконів, з якої з'ясовується, що варто лише загадати бажання і побажати грошей, останні неодмінно з'являться. Хлопець рішуче вирушає назад до казино, куди попутно попрямував і сам Лепрекон.

## В ролях
- Ворвік Девіс — Лепрекон
- Джон Гейтінс — Скотт МакКой
- Чи Армстронг — Таммі Ларсен
- Джон ДеМіта — Фаціо Великий
- Каролін Вільямс — Лоретта
- Марчело Туберт — Гупта
- Майкл Каллан — Мітч
- Тому Дуган — Артур
- Лі-Ейлін Бейкер — офіціантка
- Лінда Шей — медсестра
- Річард Шейн — Щасливчик
- Йен Грегорі — доктор
- Роджер Хьюлетт — Тоні
- Террі Чі Крісп — двійник Елвіса Преслі
- Сьюзен Скіннер — туристка
- Хэйди Стейлі — дівчина з фантазії